# كوابس
كوابس هو مغني وكاتب أغاني إنجليزي ولد في 24 أبريل 1990.